# قطعنامه ۱۹۰۵ شورای امنیت
قطعنامه ۱۹۰۵ شورای امنیت سازمان ملل متحد که در تاریخ ۲۱ دسامبر ۲۰۰۹ تصویب شد، سندی بین‌المللی دربارهٔ بررسی وضعیت در مورد عراق است. این قطعنامه طی نشست ۶۲۴۹ام با ۱۵ رای موافق، ۰ مخالف و ۰ ممتنع تصویب شد.